# 超神經械劫案下
《超神經械劫案下》（英語：Everything Under Control）是2023年香港動作賀歲喜劇，由英皇電影發行，改編自韓國電影《我們全村都不是人》（電影在臺灣亦被改編成《詭扯》），應智贇執導，張敬軒、王菀之領銜主演，白只、黃正宜、洪嘉豪、魏浚笙、歐陽仲豪、張明偉、邱頌偉、楊天宇、郭思、黎峻主演。電影定於2023年1月16日（年廿五）首映謝票，並於1月21日（年三十）賀歲上映。
本片是演員河國榮生前的最後一部電影演出。

## 劇情
解款員潛守則第一條：遇事即降！所以當解款員有成（張敬軒 飾）、啫喱（洪嘉豪 飾）、豬紅（歐陽仲豪 飾）遇上鑽石劫匪時，馬上「九秒九」飛身投降！怎料熱血新丁企鵝（魏浚笙 飾）竟高呼要忠心守護顧客的財產安全！混亂之際，本是劫匪內鬼的啫喱竟挾鑽潛逃！
逃走中的啫喱陰差陽錯下走進了阿爺芴，展開了他惡夢的開端......劫匪以扣留豬紅作威脅，逼使有成與企鵝跟和尚（白只 飾）一同踏上追捕啫喱的旅途。世界仔有成、正義戇男企鵝、黑幫電影發燒友和尚，三個性格迴異的人在命運的安排下究竟會產生怎樣的化學作用？
有成三人追蹤到阿爺芴，發現這深山中竟住著幾個與世隔絕、怪裡怪氣的村民！村民中為首的黃姑（王菀之 飾）對外人莫名抗拒，幾個城市人跟村民之間的角力鬧出連場笑話！更可怕的是，荒野間陰風陣陣，三人更接連遇到靈異事件！忙了一場，啫喱與鑽石沒著落，有成等卻意外發現了村民的秘密！到底啫喱是生是死？村民們背後又有甚麼秘密？而等待著有成他們的，是人鑽並尋的歸途？還是血流成河的殊途？

## 角色
| 演員     | 角色          | 角色介紹 |
| 張敬軒   | 有成          | 第一男主角 「奮身保安」資深解款員 王Sir之下屬 為人做事懶散，得過且過 最後與啫喱、企鵝、和尚與阿爺笏村民解決完黎總手下後離開阿爺笏，但未知去向                                                                                  |
| 洪嘉豪   | 啫喱          | 「奮身保安」資深解款員 王Sir之下屬 暗中偷去黎總之鑽石 企圖跑路去馬來西亞，但中途被「女鬼」嚇至撞車，輾轉流落到阿爺笏 一度被阿爺笏村民挾持，最終被救回 最後與有成、企鵝、和尚與阿爺笏村民解決完黎總手下後離開阿爺笏，但未知去向 |
| 魏浚笙   | 企鵝          | 第二男主角 「奮身保安」熱血新丁解款員 王Sir之下屬 為人戇直、滿腔熱血，但頭腦簡單 愛裸體示眾 有同性戀傾向，鍾情和尚 最後與有成、啫喱、和尚與阿爺笏村民解決完黎總手下後離開阿爺笏，但未知去向                                    |
| 歐陽仲豪 | 豬紅          | 「奮身保安」資深解款員 王Sir之下屬 被黎總挾持作人質，以迫令有成、啫喱、企鵝找回鑽石，但最終被同僚忽略，未知生死 |
| 河國榮   | 老頂（王Sir） | 「奮身保安」總監 有成、啫喱、企鵝、豬紅之上司 因黎總之鑽石被偷去，通緝有成、啫喱、企鵝、豬紅 |
| JFFT     |               | 客串 「奮身保安」解款員 |

| 白只   | 和尚 | 黑幫小混混 黎總之下屬，後反目 受黎總指示找回鑽石，但任務失敗 最後與有成、啫喱、企鵝與阿爺笏村民解決完麥總手下後離開阿爺笏，但未知去向                          |
| 麥浚龍 | 黎總 | 本劇反派 豬肉佬，為黑幫頭目 和尚之上司，後反目 挾持豬紅作人質，以迫令有成、啫喱、企鵝找回鑽石 因和尚未能找回鑽石，改直接派手下殺入阿爺笏找回鑽石，但仍無法找到 |

| 王菀之 | 黃姑   | 第一女主角 阿爺笏之村長 與有成有感情線 被黎總之手下槍傷，但未交代生死 因發現啫喱有鑽石而一度挾持他 口頭禪：人哋嘅嘢唔好搞（人家的東西別碰） |
| 黃正宜 | 阿楚   | 振忠之妻 為人怪異，動作緩慢，說話陰聲細氣，愛在俊男面前賣弄風騷 負責阿爺笏之一切家務 因發現啫喱有鑽石而一度挾持他                           |
| 邱頌偉 | 振忠   | 阿楚之夫 性格剛烈、大男人 負責阿爺笏之技工維修 因發現啫喱有鑽石而一度挾持他                                                                 |
| 楊天宇 | 雞春   | 畫家 身材魁梧、沉默寡言 因發現啫喱有鑽石而一度挾持他                                                                                        |
| 張明偉 | 嘉駿   | 為人健談、多鬼生意 阿爺笏之軍師、外交大使及運輸專員 因發現啫喱有鑽石而一度挾持他 被黎總之手下槍傷，但未交代生死                             |
| 朱柏謙 | 鄧立德 | 阿爺笏之前村長 阿芝之父，長期虐待她 出賣阿爺笏村民，企圖賣地發展 被黃姑、阿楚、振忠、雞春、嘉駿誤殺                                         |
| 郭思   | 阿芝   | 鄧立德之女 自小患有自閉症，並長期受父親虐待 父親死後被黃姑等村民撫養 行為怪異，猶如野人般生活                                               |
|        | 阿權   | 草泥馬 |
|        | 阿珍   | 野豬 |
|        | 大秋   | 松鼠 站在啫喱之車吃果實不停搖晃，令車跌落深谷，使啫喱輾轉流落到阿爺笏                                                                       |

| 鄭裕玲（聲演）    | 叱咤903電台主持 | 介紹電影文化         |
| 呂珮琳            |                 |                      |
| 陳海寧            | 獨眼莉          |                      |
| 鍾雪瑩            | 刀疤煩          |                      |
| 彭立威            | 船長肥威        |                      |
| 連永聰（Will）    |                 |                      |
| 張家希（Jon Jon） |                 |                      |
| 陳浩翔（Der仔）   |                 |                      |
| 應智越            | 河童            | 偷去啫喱之鑽石後失蹤 |
| 關門/妹媽         | 年獸            | 偷去啫喱之鑽石後失蹤 |
| 王嘉盈            | 財運女神        | 偷去啫喱之鑽石後失蹤 |
| 鄧麗英            |                 |                      |

## 製作
2022年10月8日，電影正式開鏡，並進行拜神儀式。電影官方Instagram及Facebook專頁正式上線，每日更新拍攝日常。
2022年11月14日，官方宣布電影正式名字為《超神經械劫案下》（原定名字為《超神經械劫案》）。

## 發行
2022年12月2日，公布首張概念海報。
2022年12月14日，發佈首支前導預告。
2022年12月23日，發佈首支英語預告。
2023年1月5日，發佈正式預告。
2023年1月6日，公布正式電影海報。
2023年1月12至15日，陸續公布各主要角色海報。
2023年1月16日（農曆年廿五），於銅鑼灣時代廣場露天廣場舉行慈善首映禮及傳媒優先場。
2023年1月17日，公布神秘角色「黎總」角色海報。
2023年1月21日（農曆年三十），電影正式上映。英國及美國亦同步上映。
2023年1月26日，公布「阿芝」角色海報。
2023年2月2日，於馬來西亞正式上映 。
2023年2月3日，於加拿大正式上映。

## 票房
2023年1月25日（農曆年初四），票房破千萬。

## 記事
- 這是張敬軒繼2017年《燦爛這一刻》後，相隔6年再度參與電影演出，並且同樣擔任第一男主角。
- 這是麥浚龍繼2011年《保衛戰隊之出動喇！朋友！ 》後，相隔12年再度參與電影演出。

## 外部連結
- 超神經械劫案下的Facebook專頁
- 超神經械劫案下的Instagram帳戶
- 香港影庫上《超神經械劫案下》的資料（繁體中文）
- 豆瓣电影上《超神經械劫案下》的資料 （简体中文）
- 互联网电影数据库（IMDb）上《超神經械劫案下》的资料（英文）
- Trinity CineAsia上的《超神經械劫案下》 （页面存档备份，存于）